# Interlands Jamaicaans voetbalelftal 2010-2019
Deze pagina toont een chronologisch en gedetailleerd overzicht van de interlands die het Jamaicaans voetbalelftal speelde in de periode 2010 – 2019.

## Interlands

### 2010
|                                                                |                   |       |        |                                                                                            |
| 31 januari Vriendschappelijk № ?? «onderlinge duels» 18:00 uur | Jamaica           | 1 – 0 | Canada | Independence Park, Kingston Toeschouwers: 18.000 Scheidsrechter: Geoffrey Hospedales (T&T) |
| 31 januari Vriendschappelijk № ?? «onderlinge duels» 18:00 uur | Luton Shelton 67' |       |        | Independence Park, Kingston Toeschouwers: 18.000 Scheidsrechter: Geoffrey Hospedales (T&T) |

|                                                                 |                                       |       |                  |                                                                                               |
| 10 februari Vriendschappelijk № ?? «onderlinge duels» 18:00 uur | Argentinië                            | 2 – 1 | Jamaica          | Estadio José María Minella, Mar del Plata Toeschouwers: — Scheidsrechter: Victor Rivera (PER) |
| 10 februari Vriendschappelijk № ?? «onderlinge duels» 18:00 uur | Martín Palermo 83' Ignacio Canuto 90' |       | 46' Ryan Johnson | Estadio José María Minella, Mar del Plata Toeschouwers: — Scheidsrechter: Victor Rivera (PER) |

|                                                              |                                            |       |         |                                                                                       |
| 28 april Vriendschappelijk № ?? «onderlinge duels» 19:30 uur | Zuid-Afrika                                | 2 – 0 | Jamaica | Bieberer Berg, Offenbach am Main Toeschouwers: 562 Scheidsrechter: Peter Sippel (GER) |
| 28 april Vriendschappelijk № ?? «onderlinge duels» 19:30 uur | Surprise Moriri 52' Siyabonga Nomvethe 85' |       |         | Bieberer Berg, Offenbach am Main Toeschouwers: 562 Scheidsrechter: Peter Sippel (GER) |

|                                                                 |                     |       |                                                            |                                                                                    |
| 11 augustus Vriendschappelijk № ?? «onderlinge duels» 19:00 uur | Trinidad en T.      | 1 – 3 | Jamaica                                                    | Marvin Lee Stadium, Macoya Toeschouwers: 2.300 Scheidsrechter: Trevor Taylor (BRB) |
| 11 augustus Vriendschappelijk № ?? «onderlinge duels» 19:00 uur | Devorn Jorsling 29' |       | 8' Dane Richards 31' (pen.) Rodolph Austin 52' Kavin Bryan | Marvin Lee Stadium, Macoya Toeschouwers: 2.300 Scheidsrechter: Trevor Taylor (BRB) |

|                                                                 |                  |       |            |                                                                                    |
| 5 september Vriendschappelijk № ?? «onderlinge duels» 20:00 uur | Jamaica          | 1 – 0 | Costa Rica | Independence Park, Kingston Toeschouwers: 12.000 Scheidsrechter: Neal Brizan (TRI) |
| 5 september Vriendschappelijk № ?? «onderlinge duels» 20:00 uur | Ryan Johnson 66' |       |            | Independence Park, Kingston Toeschouwers: 12.000 Scheidsrechter: Neal Brizan (TRI) |

|                                                                 |                   |       |                                                    |                                                                                           |
| 7 september Vriendschappelijk № ?? «onderlinge duels» 20:00 uur | Jamaica           | 1 – 2 | Peru                                               | Lockhart Stadium, Fort Lauderdale Toeschouwers: 12.000 Scheidsrechter: Terry Vaughn (USA) |
| 7 september Vriendschappelijk № ?? «onderlinge duels» 20:00 uur | Omar Cummings 20' |       | 4' (e.d.) Demar Phillips 84' José Carlos Fernández | Lockhart Stadium, Fort Lauderdale Toeschouwers: 12.000 Scheidsrechter: Terry Vaughn (USA) |

|                                                                |                          |       |                |                                                                                        |
| 10 oktober Vriendschappelijk № ?? «onderlinge duels» 19:00 uur | Jamaica                  | 1 – 0 | Trinidad en T. | Independence Park, Kingston Toeschouwers: 7.000 Scheidsrechter: Benito Archundia (MEX) |
| 10 oktober Vriendschappelijk № ?? «onderlinge duels» 19:00 uur | Dane Richards 19' (pen.) |       |                | Independence Park, Kingston Toeschouwers: 7.000 Scheidsrechter: Benito Archundia (MEX) |

|                                                                 |         |       |            |                                                                                          |
| 16 november Vriendschappelijk № ?? «onderlinge duels» 20:00 uur | Jamaica | 0 – 0 | Costa Rica | Lockhart Stadium, Fort Lauderdale Toeschouwers: 16.000 Scheidsrechter: Chris Renso (USA) |
| 16 november Vriendschappelijk № ?? «onderlinge duels» 20:00 uur |         |       |            | Lockhart Stadium, Fort Lauderdale Toeschouwers: 16.000 Scheidsrechter: Chris Renso (USA) |

|                                                                  |                                                       |       |                    |                                                                                            |
| 27 november Caribbean Cup 2010 № ?? «onderlinge duels» 19:30 uur | Jamaica                                               | 3 – 1 | Antig. en Barb.    | Stade En Camée, Rivière-Pilote Toeschouwers: 1.500 Scheidsrechter: Enrico Wijngaarde (SUR) |
| 27 november Caribbean Cup 2010 № ?? «onderlinge duels» 19:30 uur | Luton Shelton 14' Luton Shelton 37' Dane Richards 40' |       | 49' Gayson Gregory | Stade En Camée, Rivière-Pilote Toeschouwers: 1.500 Scheidsrechter: Enrico Wijngaarde (SUR) |

|                                                                  |            |                                      |         |                                                                                       |
| 29 november Caribbean Cup 2010 № ?? «onderlinge duels» 20:30 uur | Guadeloupe | 0 – 2                                | Jamaica | Stade En Camée, Rivière-Pilote Toeschouwers: 2.300 Scheidsrechter: Walter López (GUA) |
| 29 november Caribbean Cup 2010 № ?? «onderlinge duels» 20:30 uur |            | 53' Shaun Francis 90+3' Ryan Johnson |         | Stade En Camée, Rivière-Pilote Toeschouwers: 2.300 Scheidsrechter: Walter López (GUA) |

|                                                                 |        |                                                                       |         |                                                                                    |
| 1 december Caribbean Cup 2010 № ?? «onderlinge duels» 20:30 uur | Guyana | 0 – 4                                                                 | Jamaica | Stade En Camée, Rivière-Pilote Toeschouwers: 1.100 Scheidsrechter: Hugo Cruz (CRC) |
| 1 december Caribbean Cup 2010 № ?? «onderlinge duels» 20:30 uur |        | 42' Dane Richards 49' Marvin Morgan 75' Marvin Morgan 90' Eric Vernan |         | Stade En Camée, Rivière-Pilote Toeschouwers: 1.100 Scheidsrechter: Hugo Cruz (CRC) |

|                                                                 |                                 |       |                 |                                                                                             |
| 3 december Caribbean Cup 2010 № ?? «onderlinge duels» 20:30 uur | Jamaica                         | 2 – 1 | Grenada         | Stade Pierre-Aliker, Fort-de-France Toeschouwers: 3.100 Scheidsrechter: Trevor Taylor (BRB) |
| 3 december Caribbean Cup 2010 № ?? «onderlinge duels» 20:30 uur | Dane Richards 6' Troy Smith 97' |       | 13' Kitson Bain | Stade Pierre-Aliker, Fort-de-France Toeschouwers: 3.100 Scheidsrechter: Trevor Taylor (BRB) |

|                                                                        |                                                                                       |       |                                                                      |                                                                                                 |
| 5 december Finale Caribbean Cup 2010 № ?? «onderlinge duels» 20:30 uur | Guadeloupe                                                                            | 1 – 1 | Jamaica                                                              | Stade Pierre-Aliker, Fort-de-France Toeschouwers: 4.000 Scheidsrechter: Enrico Wijngaarde (SUR) |
| 5 december Finale Caribbean Cup 2010 № ?? «onderlinge duels» 20:30 uur | Ludovic Gotin 37'                                                                     |       | 32' Omar Cummings                                                    | Stade Pierre-Aliker, Fort-de-France Toeschouwers: 4.000 Scheidsrechter: Enrico Wijngaarde (SUR) |
| 5 december Finale Caribbean Cup 2010 № ?? «onderlinge duels» 20:30 uur | Strafschoppen                                                                         |       |                                                                      | Stade Pierre-Aliker, Fort-de-France Toeschouwers: 4.000 Scheidsrechter: Enrico Wijngaarde (SUR) |
| 5 december Finale Caribbean Cup 2010 № ?? «onderlinge duels» 20:30 uur | Larry Clavier Grégory Gendrey Cédric Collet Mickaël Antoine-Curier Jean-Luc Lambourde | 4 – 5 | Rodolph Austin Luton Shelton O'Brian Woodbine Eric Vernan Troy Smith | Stade Pierre-Aliker, Fort-de-France Toeschouwers: 4.000 Scheidsrechter: Enrico Wijngaarde (SUR) |

### 2011
|                                                              |         |                                        |           |                                                                                                 |
| 25 maart Vriendschappelijk № ?? «onderlinge duels» 20:00 uur | Jamaica | 0 – 2                                  | Venezuela | Catherine Hall Stadium, Montego Bay Toeschouwers: 6.000 Scheidsrechter: Enrico Wijngaarde (SUR) |
| 25 maart Vriendschappelijk № ?? «onderlinge duels» 20:00 uur |         | 64' Nicolas Fedor 67' Alejandro Moreno |           | Catherine Hall Stadium, Montego Bay Toeschouwers: 6.000 Scheidsrechter: Enrico Wijngaarde (SUR) |

|                                                              |                                  |       |                                                       |                                                                                       |
| 29 maart Vriendschappelijk № ?? «onderlinge duels» 20:25 uur | El Salvador                      | 2 – 3 | Jamaica                                               | Estadio Cuscatlán, San Salvador Toeschouwers: 9.000 Scheidsrechter: Elmar Rodas (GUA) |
| 29 maart Vriendschappelijk № ?? «onderlinge duels» 20:25 uur | Jaime Alas 41' Léster Blanco 90' |       | 24' Dane Richards 26' Dane Richards 53' Omar Cummings | Estadio Cuscatlán, San Salvador Toeschouwers: 9.000 Scheidsrechter: Elmar Rodas (GUA) |

| CONCACAF Gold Cup 2011 |
| ---------------------- |

|                                                                         |                                                                      |       |         |                                                                                           |
| 6 juni CONCACAF Gold Cup 2011 Groep B № ?? «onderlinge duels» 21:00 uur | Jamaica                                                              | 4 – 0 | Grenada | The Home Depot Center, Carson Toeschouwers: 21.520 Scheidsrechter: Baldomero Toledo (USA) |
| 6 juni CONCACAF Gold Cup 2011 Groep B № ?? «onderlinge duels» 21:00 uur | Luton Shelton 21' Ryan Johnson 39' Demar Phillips 79' Omar Daley 84' |       |         | The Home Depot Center, Carson Toeschouwers: 21.520 Scheidsrechter: Baldomero Toledo (USA) |

|                                                                          |                                       |       |           |                                                                              |
| 10 juni CONCACAF Gold Cup 2011 Groep B № ?? «onderlinge duels» 19:00 uur | Jamaica                               | 2 – 0 | Guatemala | FIU Stadium, Miami Toeschouwers: 18.057 Scheidsrechter: Walter Quesada (CRC) |
| 10 juni CONCACAF Gold Cup 2011 Groep B № ?? «onderlinge duels» 19:00 uur | Demar Phillips 65' Demar Phillips 78' |       |           | FIU Stadium, Miami Toeschouwers: 18.057 Scheidsrechter: Walter Quesada (CRC) |

|                                                                          |          |                  |         |                                                                                  |
| 13 juni CONCACAF Gold Cup 2011 Groep B № ?? «onderlinge duels» 21:00 uur | Honduras | 0 – 1            | Jamaica | Red Bull Arena, Harrison Toeschouwers: 25.000 Scheidsrechter: Joel Aguilar (ESA) |
| 13 juni CONCACAF Gold Cup 2011 Groep B № ?? «onderlinge duels» 21:00 uur |          | 36' Ryan Johnson |         | Red Bull Arena, Harrison Toeschouwers: 25.000 Scheidsrechter: Joel Aguilar (ESA) |

|                                                                              |         |                                      |                  |                                                                                                  |
| 19 juni CONCACAF Gold Cup 2011 Kwartfinale № ?? «onderlinge duels» 20:00 uur | Jamaica | 0 – 2                                | Verenigde Staten | RFK Memorial Stadium, Washington D.C. Toeschouwers: 45.423 Scheidsrechter: Marco Rodríguez (MEX) |
| 19 juni CONCACAF Gold Cup 2011 Kwartfinale № ?? «onderlinge duels» 20:00 uur |         | 49' Jermaine Jones 80' Clint Dempsey |                  | RFK Memorial Stadium, Washington D.C. Toeschouwers: 45.423 Scheidsrechter: Marco Rodríguez (MEX) |

|  |  |  |  |  |  |  |  |  |

|                                                       |               |       |         |                                                                                   |
| 10 augustus Vriendschappelijk № ?? «onderlinge duels» | China         | 1 – 0 | Jamaica | Tianhe Stadion, Guangzhou Toeschouwers: onbekend Scheidsrechter: Lee Min-Hu (KOR) |
| 10 augustus Vriendschappelijk № ?? «onderlinge duels» | Zhao Peng 10' |       |         | Tianhe Stadion, Guangzhou Toeschouwers: onbekend Scheidsrechter: Lee Min-Hu (KOR) |

|                                                       | |       |                                      |                                                                                              |
| 2 september Vriendschappelijk № ?? «onderlinge duels» | Ecuador                                                                                             | 5 – 2 | Jamaica                              | Estadio Olímpico Atahualpa, Quito Toeschouwers: onbekend Scheidsrechter: José Buitrago (COL) |
| 2 september Vriendschappelijk № ?? «onderlinge duels» | Jaime Ayoví 20' Christian Suárez 39' Cristian Benítez 45' Cristian Benítez 51' Segundo Castillo 65' |       | 56' Omar Cummings 66' Demar Phillips | Estadio Olímpico Atahualpa, Quito Toeschouwers: onbekend Scheidsrechter: José Buitrago (COL) |

|                                                       |         |                                            |          |                                                                                             |
| 6 september Vriendschappelijk № ?? «onderlinge duels» | Jamaica | 0 – 2                                      | Colombia | Lockhart Stadium, Fort Lauderdale Toeschouwers: 8.000 Scheidsrechter: Donald Dellavia (USA) |
| 6 september Vriendschappelijk № ?? «onderlinge duels» |         | 54' Teófilo Gutiérrez 90' Jackson Martínez |          | Lockhart Stadium, Fort Lauderdale Toeschouwers: 8.000 Scheidsrechter: Donald Dellavia (USA) |

|                                                                |                                      |       |                    |                                                                                     |
| 12 oktober Vriendschappelijk № ?? «onderlinge duels» 20:00 uur | Honduras                             | 2 – 1 | Jamaica            | Estadio Ceibeño, La Ceiba Toeschouwers: 18.000 Scheidsrechter: Roberto Moreno (PAN) |
| 12 oktober Vriendschappelijk № ?? «onderlinge duels» 20:00 uur | Jerry Bengtson 1' Mario Martínez 54' |       | 45' Demar Phillips | Estadio Ceibeño, La Ceiba Toeschouwers: 18.000 Scheidsrechter: Roberto Moreno (PAN) |

### 2012
|                                                                 |                    |       |      |                                                                                       |
| 22 februari Vriendschappelijk № ?? «onderlinge duels» 18:00 uur | Jamaica            | 1 – 0 | Cuba | Independence Park, Kingston Toeschouwers: 15.000 Scheidsrechter: Roberto Moreno (PAN) |
| 22 februari Vriendschappelijk № ?? «onderlinge duels» 18:00 uur | Jorginho James 85' |       |      | Independence Park, Kingston Toeschouwers: 15.000 Scheidsrechter: Roberto Moreno (PAN) |

|                                                                 |                                                        |       |      |                                                                                              |
| 24 februari Vriendschappelijk № ?? «onderlinge duels» 19:30 uur | Jamaica                                                | 3 – 0 | Cuba | Catherine Hall Stadium, Montego Bay Toeschouwers: 1.300 Scheidsrechter: Roberto Moreno (PAN) |
| 24 februari Vriendschappelijk № ?? «onderlinge duels» 19:30 uur | Ryan Johnson 35' JeVaughn Watson 37' Mitchily Waul 84' |       |      | Catherine Hall Stadium, Montego Bay Toeschouwers: 1.300 Scheidsrechter: Roberto Moreno (PAN) |

|                                                                 |                                 |       |                                                       |                                                                                        |
| 29 februari Vriendschappelijk № ?? «onderlinge duels» 18:30 uur | Nieuw-Zeeland                   | 2 – 3 | Jamaica                                               | Mount Smart Stadium, Auckland Toeschouwers: 1.300 Scheidsrechter: Norbert Hauata (TAH) |
| 29 februari Vriendschappelijk № ?? «onderlinge duels» 18:30 uur | Chris Wood 55' Chris Killen 88' |       | 38' Xavian Virgo 53' Tremaine Stewart 77' Navion Boyd | Mount Smart Stadium, Auckland Toeschouwers: 1.300 Scheidsrechter: Norbert Hauata (TAH) |

|                                                              |         |       |            |                                                                                     |
| 21 maart Vriendschappelijk № ?? «onderlinge duels» 20:00 uur | Jamaica | 0 – 0 | Costa Rica | Independence Park, Kingston Toeschouwers: 15.000 Scheidsrechter: David Gantar (CAN) |
| 21 maart Vriendschappelijk № ?? «onderlinge duels» 20:00 uur |         |       |            | Independence Park, Kingston Toeschouwers: 15.000 Scheidsrechter: David Gantar (CAN) |

|                                                            |                   |       |        |                                                                                            |
| 18 mei Vriendschappelijk № ?? «onderlinge duels» 20:00 uur | Jamaica           | 1 – 0 | Guyana | Catherine Hall Stadium, Montego Bay Toeschouwers: 1.200 Scheidsrechter: Jair Marrufo (USA) |
| 18 mei Vriendschappelijk № ?? «onderlinge duels» 20:00 uur | Jeremie Lynch 61' |       |        | Catherine Hall Stadium, Montego Bay Toeschouwers: 1.200 Scheidsrechter: Jair Marrufo (USA) |

|                                                            |         |                   |        |                                                                                         |
| 27 mei Vriendschappelijk № ?? «onderlinge duels» 18:00 uur | Jamaica | 0 – 1             | Panama | Independence Park, Kingston Toeschouwers: 11.000 Scheidsrechter: Mauricio Morales (MEX) |
| 27 mei Vriendschappelijk № ?? «onderlinge duels» 18:00 uur |         | 19' Luis Rentería |        | Independence Park, Kingston Toeschouwers: 11.000 Scheidsrechter: Mauricio Morales (MEX) |

|                                                            |                                  |       |                   |                                                                                                 |
| 1 juni Vriendschappelijk № ?? «onderlinge duels» 18:00 uur | Panama                           | 2 – 1 | Jamaica           | Estadio Rommel Fernández, Panama-Stad Toeschouwers: 17.000 Scheidsrechter: Ricardo Cerdas (CRC) |
| 1 juni Vriendschappelijk № ?? «onderlinge duels» 18:00 uur | Blas Pérez 34' Luis Rentería 76' |       | 43' Dane Richards | Estadio Rommel Fernández, Panama-Stad Toeschouwers: 17.000 Scheidsrechter: Ricardo Cerdas (CRC) |

|                                                               |                                     |       |                       |                                                                                       |
| 8 juni WK 2014 kwalificatie № ?? «onderlinge duels» 19:30 uur | Jamaica                             | 2 – 1 | Guatemala             | Independence Park, Kingston Toeschouwers: 14.000 Scheidsrechter: Roberto Moreno (PAN) |
| 8 juni WK 2014 kwalificatie № ?? «onderlinge duels» 19:30 uur | Demar Phillips 40' Ryan Johnson 46' |       | 90' Dwight Pezzarossi | Independence Park, Kingston Toeschouwers: 14.000 Scheidsrechter: Roberto Moreno (PAN) |

|                                                                |                 |       |         | |
| 12 juni WK 2014 kwalificatie № ?? «onderlinge duels» 20:00 uur | Antig. en Barb. | 0 – 0 | Jamaica | Sir Vivian Richards Stadium, St. John's Toeschouwers: 8.500 Scheidsrechter: Stanley Lancaster (GUY) |
| 12 juni WK 2014 kwalificatie № ?? «onderlinge duels» 20:00 uur |                 |       |         | Sir Vivian Richards Stadium, St. John's Toeschouwers: 8.500 Scheidsrechter: Stanley Lancaster (GUY) |

|                                                                 |             |                                     |         |                                                                                               |
| 15 augustus Vriendschappelijk № ?? «onderlinge duels» 19:45 uur | El Salvador | 0 – 2                               | Jamaica | RFK Memorial Stadium, Washington D.C. Toeschouwers: 14.185 Scheidsrechter: David Gantar (CAN) |
| 15 augustus Vriendschappelijk № ?? «onderlinge duels» 19:45 uur |             | 16' Luton Shelton 65' Luton Shelton |         | RFK Memorial Stadium, Washington D.C. Toeschouwers: 14.185 Scheidsrechter: David Gantar (CAN) |

|                                                                    |                                      |       |                  |                                                                                        |
| 7 september WK 2014 kwalificatie № ?? «onderlinge duels» 20:00 uur | Jamaica                              | 2 – 1 | Verenigde Staten | Independence Park, Kingston Toeschouwers: 25.000 Scheidsrechter: Marco Rodríguez (MEX) |
| 7 september WK 2014 kwalificatie № ?? «onderlinge duels» 20:00 uur | Rodolph Austin 24' Luton Shelton 61' |       | 1' Clint Dempsey | Independence Park, Kingston Toeschouwers: 25.000 Scheidsrechter: Marco Rodríguez (MEX) |

|                                                                     |                    |       |         |                                                                                        |
| 11 september WK 2014 kwalificatie № ?? «onderlinge duels» 20:00 uur | Verenigde Staten   | 1 – 0 | Jamaica | Columbus Crew Stadium, Columbus Toeschouwers: 23.881 Scheidsrechter: José Pineda (HON) |
| 11 september WK 2014 kwalificatie № ?? «onderlinge duels» 20:00 uur | Herculez Gómez 55' |       |         | Columbus Crew Stadium, Columbus Toeschouwers: 23.881 Scheidsrechter: José Pineda (HON) |

|                                                                   |                                     |       |                          |                                                                                                |
| 12 oktober WK 2014 kwalificatie № ?? «onderlinge duels» 21:00 uur | Guatemala                           | 2 – 1 | Jamaica                  | Estadio Mateo Flores, Guatemala-Stad Toeschouwers: 20.717 Scheidsrechter: Roberto García (MEX) |
| 12 oktober WK 2014 kwalificatie № ?? «onderlinge duels» 21:00 uur | Carlos Figueroa 15' Carlos Ruiz 85' |       | 60' (pen.) Luton Shelton | Estadio Mateo Flores, Guatemala-Stad Toeschouwers: 20.717 Scheidsrechter: Roberto García (MEX) |

|                                                                   |                                                                             |       |                      |                                                                                      |
| 16 oktober WK 2014 kwalificatie № ?? «onderlinge duels» 19:15 uur | Jamaica                                                                     | 4 – 1 | Antig. en Barb.      | Independence Park, Kingston Toeschouwers: 8.000 Scheidsrechter: Walter Quesada (CRC) |
| 16 oktober WK 2014 kwalificatie № ?? «onderlinge duels» 19:15 uur | Demar Phillips 16' Nayron Nosworthy 17' Dane Richards 78' Dane Richards 88' |       | 61' Quentin Griffith | Independence Park, Kingston Toeschouwers: 8.000 Scheidsrechter: Walter Quesada (CRC) |

|                                                                 |                      |       |                                 |                                                                                               |
| 8 december Caribbean Cup 2012 № ?? «onderlinge duels» 20:00 uur | Jamaica              | 1 – 2 | Frans-Guyana                    | Sir Vivian Richards Stadium, St. John's Toeschouwers: 100 Scheidsrechter: Sandy Vasquez (DOM) |
| 8 december Caribbean Cup 2012 № ?? «onderlinge duels» 20:00 uur | Tremaine Stewart 22' |       | 19' Gary Pigrée 48' Rhudy Evens | Sir Vivian Richards Stadium, St. John's Toeschouwers: 100 Scheidsrechter: Sandy Vasquez (DOM) |

|                                                                  |         |       |            |                                                                                                 |
| 10 december Caribbean Cup 2012 № ?? «onderlinge duels» 19:00 uur | Jamaica | 0 – 0 | Martinique | Sir Vivian Richards Stadium, St. John's Toeschouwers: 200 Scheidsrechter: Sherwin Johnson (GUY) |
| 10 december Caribbean Cup 2012 № ?? «onderlinge duels» 19:00 uur |         |       |            | Sir Vivian Richards Stadium, St. John's Toeschouwers: 200 Scheidsrechter: Sherwin Johnson (GUY) |

|                                                                  |         |                       |      |                                                                                               |
| 12 december Caribbean Cup 2012 № ?? «onderlinge duels» 19:00 uur | Jamaica | 0 – 1                 | Cuba | Sir Vivian Richards Stadium, St. John's Toeschouwers: 200 Scheidsrechter: Elmer Bonilla (ESA) |
| 12 december Caribbean Cup 2012 № ?? «onderlinge duels» 19:00 uur |         | 57' Aliannis Urgellés |      | Sir Vivian Richards Stadium, St. John's Toeschouwers: 200 Scheidsrechter: Elmer Bonilla (ESA) |

### 2013
|                                                                   |        |       |         |                                                                                    |
| 6 februari WK 2014 kwalificatie № ?? «onderlinge duels» 20:30 uur | Mexico | 0 – 0 | Jamaica | Estadio Azteca, Mexico-Stad Toeschouwers: 43.002 Scheidsrechter: Mark Geiger (USA) |
| 6 februari WK 2014 kwalificatie № ?? «onderlinge duels» 20:30 uur |        |       |         | Estadio Azteca, Mexico-Stad Toeschouwers: 43.002 Scheidsrechter: Mark Geiger (USA) |

|                                                                 |                   |       |                    |                                                                                         |
| 22 maart WK 2014 kwalificatie № ?? «onderlinge duels» 20:30 uur | Jamaica           | 1 – 1 | Panama             | Independence Park, Kingston Toeschouwers: 25.000 Scheidsrechter: Héctor Rodríguez (HON) |
| 22 maart WK 2014 kwalificatie № ?? «onderlinge duels» 20:30 uur | Marvin Elliot 22' |       | 65' Luis Henriquez | Independence Park, Kingston Toeschouwers: 25.000 Scheidsrechter: Héctor Rodríguez (HON) |

|                                                                 |                                   |       |         |                                                                                         |
| 26 maart WK 2014 kwalificatie № ?? «onderlinge duels» 20:00 uur | Costa Rica                        | 2 – 0 | Jamaica | Estadio Nacional, San José Toeschouwers: 32.427 Scheidsrechter: Enrico Wijngaarde (SUR) |
| 26 maart WK 2014 kwalificatie № ?? «onderlinge duels» 20:00 uur | Michael Umaña 22' Diego Calvo 82' |       |         | Estadio Nacional, San José Toeschouwers: 32.427 Scheidsrechter: Enrico Wijngaarde (SUR) |

|                                                               |         |                    |        |                                                                                     |
| 4 juni WK 2014 kwalificatie № ?? «onderlinge duels» 20:30 uur | Jamaica | 0 – 1              | Mexico | Independence Park, Kingston Toeschouwers: 16.483 Scheidsrechter: Joel Aguilar (ESA) |
| 4 juni WK 2014 kwalificatie № ?? «onderlinge duels» 20:30 uur |         | 48' Aldo de Nigris |        | Independence Park, Kingston Toeschouwers: 16.483 Scheidsrechter: Joel Aguilar (ESA) |

|                                                               |                       |       |                                  |                                                                                       |
| 7 juni WK 2014 kwalificatie № ?? «onderlinge duels» 20:00 uur | Jamaica               | 1 – 2 | Verenigde Staten                 | Independence Park, Kingston Toeschouwers: 12.130 Scheidsrechter: Roberto Moreno (PAN) |
| 7 juni WK 2014 kwalificatie № ?? «onderlinge duels» 20:00 uur | Jermaine Beckford 89' |       | 30' Jozy Altidore 90' Brad Evans | Independence Park, Kingston Toeschouwers: 12.130 Scheidsrechter: Roberto Moreno (PAN) |

|                                                                    |        |       |         |                                                                                               |
| 6 september WK 2014 kwalificatie № ?? «onderlinge duels» 20:00 uur | Panama | 0 – 0 | Jamaica | Estadio Rommel Fernández, Panama-Stad Toeschouwers: 20.000 Scheidsrechter: Walter López (GUA) |
| 6 september WK 2014 kwalificatie № ?? «onderlinge duels» 20:00 uur |        |       |         | Estadio Rommel Fernández, Panama-Stad Toeschouwers: 20.000 Scheidsrechter: Walter López (GUA) |

|                                                                     |                       |       |                    |                                                                                              |
| 10 september WK 2014 kwalificatie № ?? «onderlinge duels» 20:00 uur | Jamaica               | 1 – 1 | Costa Rica         | Arnos Vale Playing Ground , Kingstown Toeschouwers: 6.100 Scheidsrechter: Jair Marrufo (USA) |
| 10 september WK 2014 kwalificatie № ?? «onderlinge duels» 20:00 uur | Jermaine Anderson 90' |       | 73' Randall Brenes | Arnos Vale Playing Ground , Kingstown Toeschouwers: 6.100 Scheidsrechter: Jair Marrufo (USA) |

|                                                                   |                                   |       |         |                                                                                     |
| 11 oktober WK 2014 kwalificatie № ?? «onderlinge duels» 19:30 uur | Verenigde Staten                  | 2 – 0 | Jamaica | Sporting Park, Kansas City Toeschouwers: 18.467 Scheidsrechter: Elmer Bonilla (ESA) |
| 11 oktober WK 2014 kwalificatie № ?? «onderlinge duels» 19:30 uur | Graham Zusi 77' Jozy Altidore 81' |       |         | Sporting Park, Kansas City Toeschouwers: 18.467 Scheidsrechter: Elmer Bonilla (ESA) |

|                                                                   |                                               |       |                                      |                                                                               |
| 15 oktober WK 2014 kwalificatie № ?? «onderlinge duels» 20:30 uur | Jamaica                                       | 2 – 2 | Honduras                             | National Stadium, Kingston Toeschouwers: ?? Scheidsrechter: Mark Geiger (USA) |
| 15 oktober WK 2014 kwalificatie № ?? «onderlinge duels» 20:30 uur | Je-Vaughn Watson 3' Rodolph Austin 58' (pen.) |       | 1' Carlos Costly 33' Maynor Figueroa | National Stadium, Kingston Toeschouwers: ?? Scheidsrechter: Mark Geiger (USA) |

|                                                                 |         |                    |                |                                                                                  |
| 15 november Vriendschappelijk № ?? «onderlinge duels» 20:30 uur | Jamaica | 0 – 1              | Trinidad en T. | Catherine Hall, Montego Bay Toeschouwers: 4.000 Scheidsrechter: Jhon Pitti (PAN) |
| 15 november Vriendschappelijk № ?? «onderlinge duels» 20:30 uur |         | 6' Ataullah Guerra |                | Catherine Hall, Montego Bay Toeschouwers: 4.000 Scheidsrechter: Jhon Pitti (PAN) |

|                                                                 |                                              |       |         | |
| 19 november Vriendschappelijk № ?? «onderlinge duels» 20:00 uur | Trinidad en T.                               | 2 – 0 | Jamaica | Hasely Crawford Stadium, Port of Spain Toeschouwers: 6.000 Scheidsrechter: Enrico Wijngaarde (SUR) |
| 19 november Vriendschappelijk № ?? «onderlinge duels» 20:00 uur | Ataullah Guerra 49' Kenwyne Jones 73' (pen.) |       |         | Hasely Crawford Stadium, Port of Spain Toeschouwers: 6.000 Scheidsrechter: Enrico Wijngaarde (SUR) |

### 2014
|                                                |          |                                       |         |                                                                                               |
| 2 maart Vriendschappelijk № «onderlinge duels» | Barbados | 0 – 2                                 | Jamaica | Waterford National Stadium, Bridgetown Toeschouwers: ?? Scheidsrechter: Sherwin Johnson (GUY) |
| 2 maart Vriendschappelijk № «onderlinge duels» |          | 76' Darren Mattocks 82' Deshorn Brown |         | Waterford National Stadium, Bridgetown Toeschouwers: ?? Scheidsrechter: Sherwin Johnson (GUY) |

|                                                |             |                                                                                                  |         |                                                                    |
| 5 maart Vriendschappelijk № «onderlinge duels» | Saint Lucia | 0 – 5                                                                                            | Jamaica | Beausejour Stadium, Gros Islet Toeschouwers: ?? Scheidsrechter: ?? |
| 5 maart Vriendschappelijk № «onderlinge duels» |             | 16' Michael Seaton 18' Darren Mattocks 35' Garath McCleary 69' Darren Mattocks 82' Deshorn Brown |         | Beausejour Stadium, Gros Islet Toeschouwers: ?? Scheidsrechter: ?? |

|                                               |                    |       |                                        |                                                                                 |
| 26 mei Vriendschappelijk № «onderlinge duels» | Jamaica            | 1 – 2 | Servië                                 | Red Bull Arena, Harrison Toeschouwers: 2.000 Scheidsrechter: David Gantar (CAN) |
| 26 mei Vriendschappelijk № «onderlinge duels» | Michael Seaton 53' |       | 13' Dušan Tadić 22' Aleksandar Kolarov | Red Bull Arena, Harrison Toeschouwers: 2.000 Scheidsrechter: David Gantar (CAN) |

|                                                         |                 |       |         |                                                                             |
| 30 mei Vriendschappelijk № «onderlinge duels» 19:30 uur | Zwitserland     | 1 – 0 | Jamaica | Swissporarena, Luzern Toeschouwers: 16.000 Scheidsrechter: Neil Doyle (IRL) |
| 30 mei Vriendschappelijk № «onderlinge duels» 19:30 uur | Josip Drmić 84' |       |         | Swissporarena, Luzern Toeschouwers: 16.000 Scheidsrechter: Neil Doyle (IRL) |

|                                                         |                                  |       |                                    |                                                                                    |
| 4 juni Vriendschappelijk № «onderlinge duels» 20:00 uur | Jamaica                          | 2 – 2 | Egypte                             | Matchroom Stadium, Leyton Toeschouwers: 2.203 Scheidsrechter: Anthony Taylor (ENG) |
| 4 juni Vriendschappelijk № «onderlinge duels» 20:00 uur | Simon Dawkins 27' Joel Grant 38' |       | 5' Mohamed El Neny 72' Basem Morsy | Matchroom Stadium, Leyton Toeschouwers: 2.203 Scheidsrechter: Anthony Taylor (ENG) |

|                                                         | |       |         |                                                                                                |
| 8 juni Vriendschappelijk № «onderlinge duels» 20:00 uur | Frankrijk | 8 – 0 | Jamaica | Stade Pierre-Mauroy, Villeneuve d'Ascq Toeschouwers: 49.600 Scheidsrechter: Felix Zwayer (GER) |
| 8 juni Vriendschappelijk № «onderlinge duels» 20:00 uur | Yohan Cabaye 17' Blaise Matuidi 20' Karim Benzema 37' Olivier Giroud 53' Karim Benzema 63' Blaise Matuidi 66' Antoine Griezmann 77' Antoine Griezmann 89' |       |         | Stade Pierre-Mauroy, Villeneuve d'Ascq Toeschouwers: 49.600 Scheidsrechter: Felix Zwayer (GER) |

|                                                              |                                                         |       |                    |                                                                       |
| 9 september Vriendschappelijk № «onderlinge duels» 19:30 uur | Canada                                                  | 3 – 1 | Jamaica            | BMO Field, Toronto Toeschouwers: ?? Scheidsrechter: Juan Guzman (USA) |
| 9 september Vriendschappelijk № «onderlinge duels» 19:30 uur | David Edgar 34' Marcel de Jong 68' Tosaint Ricketts 73' |       | 31' Kemar Lawrence | BMO Field, Toronto Toeschouwers: ?? Scheidsrechter: Juan Guzman (USA) |

|                                                             |                             |       |         |                                                                                    |
| 10 oktober Vriendschappelijk № «onderlinge duels» 20:25 uur | Japan                       | 1 – 0 | Jamaica | Denka Big Swan Stadium, Niigata Toeschouwers: 38.754 Scheidsrechter: Ma Ning (CHN) |
| 10 oktober Vriendschappelijk № «onderlinge duels» 20:25 uur | Nayron Nosworthy 16' (e.d.) |       |         | Denka Big Swan Stadium, Niigata Toeschouwers: 38.754 Scheidsrechter: Ma Ning (CHN) |

|                                                     |                     |       |                  |                                                                                 |
| 12 november Caribbean Cup 2014 № «onderlinge duels» | Jamaica             | 1 – 0 | Martinique       | Catherine Hall Stadium, Montego Bay Scheidsrechter: Roberto García Orozco (MEX) |
| 12 november Caribbean Cup 2014 № «onderlinge duels» | Darren Mattocks 13' |       | 29' Yoann Arquin | Catherine Hall Stadium, Montego Bay Scheidsrechter: Roberto García Orozco (MEX) |

|                                                |                                                           |       |                 |                                                                          |
| 14 november Caribbean Cup № «onderlinge duels» | Jamaica                                                   | 3 – 0 | Antig. en Barb. | Catherine Hall Stadium, Montego Bay Scheidsrechter: Ricardo Cerdas (CRC) |
| 14 november Caribbean Cup № «onderlinge duels» | Kemar Lawrence 29' Darren Mattocks 44' Rodolph Austin 85' |       |                 | Catherine Hall Stadium, Montego Bay Scheidsrechter: Ricardo Cerdas (CRC) |

|                                                |                                       |       |       |                                                                        |
| 16 november Caribbean Cup № «onderlinge duels» | Jamaica                               | 2 – 0 | Haïti | Catherine Hall Stadium, Montego Bay Scheidsrechter: Joel Aguilar (SLV) |
| 16 november Caribbean Cup № «onderlinge duels» | Simon Dawkins 13' Darren Mattocks 20' |       |       | Catherine Hall Stadium, Montego Bay Scheidsrechter: Joel Aguilar (SLV) |

|                                                       |                                                                        |       |                                                                           |                                                                          |
| 18 november Caribbean Cup Finale № «onderlinge duels» | Trinidad en T.                                                         | 0 – 0 | Jamaica                                                                   | Catherine Hall Stadium, Montego Bay Scheidsrechter: Ricardo Cerdas (CRC) |
| 18 november Caribbean Cup Finale № «onderlinge duels» |                                                                        |       |                                                                           | Catherine Hall Stadium, Montego Bay Scheidsrechter: Ricardo Cerdas (CRC) |
| 18 november Caribbean Cup Finale № «onderlinge duels» | Strafschoppen                                                          |       |                                                                           | Catherine Hall Stadium, Montego Bay Scheidsrechter: Ricardo Cerdas (CRC) |
| 18 november Caribbean Cup Finale № «onderlinge duels» | Kenwyne Jones Ataullah Guerra Kevin Molino Joevin Jones Khaleem Hyland | 3 – 4 | Jermaine Taylor Jobi McAnuff Demar Phillips Michael Seaton Rodolph Austin | Catherine Hall Stadium, Montego Bay Scheidsrechter: Ricardo Cerdas (CRC) |

### 2015
|                                                 |                                      |       |                     |                                                                                            |
| 27 maart Vriendschappelijk № «onderlinge duels» | Jamaica                              | 2 – 1 | Venezuela           | Catherine Hall Stadium, Montego Bay Toeschouwers: 2.000 Scheidsrechter: Kimbell Ward (SKN) |
| 27 maart Vriendschappelijk № «onderlinge duels» | Giles Barnes 15' Darren Mattocks 58' |       | 13' Gabriel Cichero | Catherine Hall Stadium, Montego Bay Toeschouwers: 2.000 Scheidsrechter: Kimbell Ward (SKN) |

|                                                 |                                                       |       |      |                                                                                            |
| 30 maart Vriendschappelijk № «onderlinge duels» | Jamaica                                               | 3 – 0 | Cuba | Catherine Hall Stadium, Montego Bay Toeschouwers: 2.800 Scheidsrechter: Kimbell Ward (SKN) |
| 30 maart Vriendschappelijk № «onderlinge duels» | Daniel Gordon 1' Romeo Parkes 10' Darren Mattocks 34' |       |      | Catherine Hall Stadium, Montego Bay Toeschouwers: 2.800 Scheidsrechter: Kimbell Ward (SKN) |

| Copa América 2015 |
| ----------------- |

|                                                                  |                        |       |         |                                                                                     |
| 13 juni Copa América 2015 Groep B № «onderlinge duels» 16:00 uur | Uruguay                | 1 – 0 | Jamaica | Estadio Regional, Antofagasta Toeschouwers: 8.653 Scheidsrechter: José Argote (VEN) |
| 13 juni Copa América 2015 Groep B № «onderlinge duels» 16:00 uur | Cristian Rodríguez 52' |       |         | Estadio Regional, Antofagasta Toeschouwers: 8.653 Scheidsrechter: José Argote (VEN) |

|                                                                  |                   |       |         |                                                                                     |
| 16 juni Copa América 2015 Groep B № «onderlinge duels» 18:00 uur | Paraguay          | 1 – 0 | Jamaica | Estadio Regional, Antofagasta Toeschouwers: 6.099 Scheidsrechter: Carlos Vera (ECU) |
| 16 juni Copa América 2015 Groep B № «onderlinge duels» 18:00 uur | Édgar Benítez 35' |       |         | Estadio Regional, Antofagasta Toeschouwers: 6.099 Scheidsrechter: Carlos Vera (ECU) |

|                                                                  |                     |       |         |                                                                                         |
| 20 juni Copa América 2015 Groep B № «onderlinge duels» 18:30 uur | Argentinië          | 1 – 0 | Jamaica | Estadio Regional, Antofagasta Toeschouwers: 21.083 Scheidsrechter: Julio Bascuñán (CHI) |
| 20 juni Copa América 2015 Groep B № «onderlinge duels» 18:30 uur | Gonzalo Higuaín 11' |       |         | Estadio Regional, Antofagasta Toeschouwers: 21.083 Scheidsrechter: Julio Bascuñán (CHI) |

|  |  |  |  |  |  |  |  |  |

| CONCACAF Gold Cup 2015 |
| ---------------------- |

|                                                                  |                      |       |        |                                                                                         |
| 11 juli CONCACAF Gold Cup Groep B № «onderlinge duels» 18:30 uur | Jamaica              | 1 – 0 | Canada | BBVA Compass Stadium, Houston Toeschouwers: 22.017 Scheidsrechter: Yadel Martínez (CUB) |
| 11 juli CONCACAF Gold Cup Groep B № «onderlinge duels» 18:30 uur | Rodolph Austin 90+2' |       |        | BBVA Compass Stadium, Houston Toeschouwers: 22.017 Scheidsrechter: Yadel Martínez (CUB) |

|                                                                  |                     |       |             |                                                                            |
| 14 juli CONCACAF Gold Cup Groep B № «onderlinge duels» 18:00 uur | Jamaica             | 1 – 0 | El Salvador | BMO Field, Toronto Toeschouwers: 16.674 Scheidsrechter: Walter López (GUA) |
| 14 juli CONCACAF Gold Cup Groep B № «onderlinge duels» 18:00 uur | Garath McCleary 71' |       |             | BMO Field, Toronto Toeschouwers: 16.674 Scheidsrechter: Walter López (GUA) |

|                                                                      |       |                 |         |                                                                                               |
| 18 juli CONCACAF Gold Cup Kwartfinale № «onderlinge duels» 20:00 uur | Haïti | 0 – 1           | Jamaica | M&T Bank Stadium, Baltimore Toeschouwers: 37.994 Scheidsrechter: César Ramos Palazuelos (MEX) |
| 18 juli CONCACAF Gold Cup Kwartfinale № «onderlinge duels» 20:00 uur |       | 7' Giles Barnes |         | M&T Bank Stadium, Baltimore Toeschouwers: 37.994 Scheidsrechter: César Ramos Palazuelos (MEX) |

|                                                                       |                     |       |                                      |                                                                                  |
| 22 juli CONCACAF Gold Cup Halve finale № «onderlinge duels» 18:00 uur | Verenigde Staten    | 1 – 2 | Jamaica                              | Georgia Dome, Atlanta Toeschouwers: 70.511 Scheidsrechter: Ricardo Montero (CRC) |
| 22 juli CONCACAF Gold Cup Halve finale № «onderlinge duels» 18:00 uur | Michael Bradley 47' |       | 31' Darren Mattocks 36' Giles Barnes | Georgia Dome, Atlanta Toeschouwers: 70.511 Scheidsrechter: Ricardo Montero (CRC) |

|                                                                 |                     |       |                                                               |                                                                                               |
| 26 juli CONCACAF Gold Cup Finale № «onderlinge duels» 19:30 uur | Jamaica             | 1 – 3 | Mexico                                                        | Lincoln Financial Field, Philadelphia Toeschouwers: 68.930 Scheidsrechter: Joel Aguilar (SLV) |
| 26 juli CONCACAF Gold Cup Finale № «onderlinge duels» 19:30 uur | Darren Mattocks 80' |       | 31' Andrés Guardado 47' Jesús Manuel Corona 61' Oribe Peralta | Lincoln Financial Field, Philadelphia Toeschouwers: 68.930 Scheidsrechter: Joel Aguilar (SLV) |

|  |  |  |  |  |  |  |  |  |

|                                                                   |                                         |       |                                                                    |                                                                                     |
| 4 september Kwalificatie WK 2018 Derde ronde № «onderlinge duels» | Jamaica                                 | 2 – 3 | Nicaragua                                                          | Independence Park, Kingston Toeschouwers: 18.315 Scheidsrechter: Marlon Mejia (SLV) |
| 4 september Kwalificatie WK 2018 Derde ronde № «onderlinge duels» | Darren Mattocks 69' Adrian Mariappa 78' |       | 5' (pen.) Manuel Rosas 8' Carlos Chavarria 48' Luis Manuel Galeano | Independence Park, Kingston Toeschouwers: 18.315 Scheidsrechter: Marlon Mejia (SLV) |

|                                                                             |           |                                       |         |                                                                                  |
| 8 september Kwalificatie WK 2018 Derde ronde № «onderlinge duels» 19:30 uur | Nicaragua | 0 – 2                                 | Jamaica | Estadio Nacional, Managua Toeschouwers: 17.857 Scheidsrechter: Oscar Reyna (GUA) |
| 8 september Kwalificatie WK 2018 Derde ronde № «onderlinge duels» 19:30 uur |           | 13' Darren Mattocks 89' Simon Dawkins |         | Estadio Nacional, Managua Toeschouwers: 17.857 Scheidsrechter: Oscar Reyna (GUA) |

|                                                             |                                                          |       |         |                                                                                     |
| 13 oktober Vriendschappelijk № «onderlinge duels» 17:00 uur | Zuid-Korea                                               | 3 – 0 | Jamaica | Seoul World Cupstadion, Seoel Toeschouwers: 28.105 Scheidsrechter: Ryuji Sato (JPN) |
| 13 oktober Vriendschappelijk № «onderlinge duels» 17:00 uur | Ji Dong-won 35' Ki Sung-yong 55' (pen.) Hwang Eui-jo 63' |       |         | Seoul World Cupstadion, Seoel Toeschouwers: 28.105 Scheidsrechter: Ryuji Sato (JPN) |

|                                                                                      |         |                                          |        |                                                                                       |
| 13 november Kwalificatie WK 2018 Vierde ronde Groep B № «onderlinge duels» 21:00 uur | Jamaica | 0 – 2                                    | Panama | Independence Park, Kingston Toeschouwers: 25.506 Scheidsrechter: Roberto García (MEX) |
| 13 november Kwalificatie WK 2018 Vierde ronde Groep B № «onderlinge duels» 21:00 uur |         | 43' Armando Cooper 52' (e.d.) Wes Morgan |        | Independence Park, Kingston Toeschouwers: 25.506 Scheidsrechter: Roberto García (MEX) |

|                                                                                      |       |                       |         |                                                                                              |
| 17 november Kwalificatie WK 2018 Vierde ronde Groep B № «onderlinge duels» 19:00 uur | Haïti | 0 – 1                 | Jamaica | Sylvio Catorstadion, Port-au-Prince Toeschouwers: 12.155 Scheidsrechter: Javier Santos (PUR) |
| 17 november Kwalificatie WK 2018 Vierde ronde Groep B № «onderlinge duels» 19:00 uur |       | 62' Clayton Donaldson |         | Sylvio Catorstadion, Port-au-Prince Toeschouwers: 12.155 Scheidsrechter: Javier Santos (PUR) |

### 2016
|                                                                                   |                      |       |                   |                                                                                     |
| 25 maart Kwalificatie WK 2018 Vierde ronde Groep B № «onderlinge duels» 19:00 uur | Jamaica              | 1 – 1 | Costa Rica        | Independence Park, Kingston Toeschouwers: 21.510 Scheidsrechter: Jair Marrufo (USA) |
| 25 maart Kwalificatie WK 2018 Vierde ronde Groep B № «onderlinge duels» 19:00 uur | Je-Vaughn Watson 17' |       | 67' Johnny Acosta | Independence Park, Kingston Toeschouwers: 21.510 Scheidsrechter: Jair Marrufo (USA) |

|                                                                                   |                                                  |       |         |                                                                                    |
| 29 maart Kwalificatie WK 2018 Vierde ronde Groep B № «onderlinge duels» 20:00 uur | Costa Rica                                       | 3 – 0 | Jamaica | Estadio Nacional, San José Toeschouwers: 35.332 Scheidsrechter: Drew Fischer (CAN) |
| 29 maart Kwalificatie WK 2018 Vierde ronde Groep B № «onderlinge duels» 20:00 uur | Celso Borges 7' Bryan Ruiz 38' Johan Venegas 77' |       |         | Estadio Nacional, San José Toeschouwers: 35.332 Scheidsrechter: Drew Fischer (CAN) |

|                                                         |                      |       |                                      |                                                                                        |
| 27 mei Vriendschappelijk № «onderlinge duels» 19:00 uur | Chili                | 1 – 2 | Jamaica                              | Estadio Sausalito, Viña del Mar Toeschouwers: 22.000 Scheidsrechter: Raúl Orozco (BOL) |
| 27 mei Vriendschappelijk № «onderlinge duels» 19:00 uur | Nicolas Castillo 82' |       | 36' Clayton Donaldson 53' Joel Grant | Estadio Sausalito, Viña del Mar Toeschouwers: 22.000 Scheidsrechter: Raúl Orozco (BOL) |

| Copa América Centenario |
| ----------------------- |

|                                                            |         |                    |           |                                                                                   |
| 5 juni Copa América Groep C № «onderlinge duels» 17:00 uur | Jamaica | 0 – 1              | Venezuela | Soldier Field, Chicago Toeschouwers: 25.560 Scheidsrechter: Víctor Carrillo (PER) |
| 5 juni Copa América Groep C № «onderlinge duels» 17:00 uur |         | 15' Josef Martínez |           | Soldier Field, Chicago Toeschouwers: 25.560 Scheidsrechter: Víctor Carrillo (PER) |

|                                                            |                                        |       |         |                                                                               |
| 9 juni Copa América Groep C № «onderlinge duels» 20:00 uur | Mexico                                 | 2 – 0 | Jamaica | Rose Bowl, Pasadena Toeschouwers: 83.263 Scheidsrechter: Wilton Sampaio (BRA) |
| 9 juni Copa América Groep C № «onderlinge duels» 20:00 uur | Javier Hernández 18' Oribe Peralta 81' |       |         | Rose Bowl, Pasadena Toeschouwers: 83.263 Scheidsrechter: Wilton Sampaio (BRA) |

|                                                             |                                                                   |       |         |                                                                                         |
| 13 juni Copa América Groep C № «onderlinge duels» 22:00 uur | Uruguay                                                           | 3 – 0 | Jamaica | Levi's Stadium, Santa Clara Toeschouwers: 40.166 Scheidsrechter: Wilson Lamouroux (COL) |
| 13 juni Copa América Groep C № «onderlinge duels» 22:00 uur | Abel Hernández 21' Je-Vaughn Watson 66' (e.d.) Mathías Carujo 88' |       |         | Levi's Stadium, Santa Clara Toeschouwers: 40.166 Scheidsrechter: Wilson Lamouroux (COL) |

|  |  |  |  |  |  |  |  |  |

|                                                                         |                                        |       |         |                                                                                               |
| 2 september Kwalificatie WK 2018 Groep B № «onderlinge duels» 20:30 uur | Panama                                 | 2 – 0 | Jamaica | Estadio Rommel Fernández, Panama-Stad Toeschouwers: 20.810 Scheidsrechter: Joel Aguilar (SLV) |
| 2 september Kwalificatie WK 2018 Groep B № «onderlinge duels» 20:30 uur | Gabriel Torres 28' Abdiel Arroyo 90+2' |       |         | Estadio Rommel Fernández, Panama-Stad Toeschouwers: 20.810 Scheidsrechter: Joel Aguilar (SLV) |

|                                                                         |         |                                      |       |                                                                                    |
| 6 september Kwalificatie WK 2018 Groep B № «onderlinge duels» 20:30 uur | Jamaica | 0 – 2                                | Haïti | National Stadium, Kingston Toeschouwers: 3.500 Scheidsrechter: Adrian Skeete (BAR) |
| 6 september Kwalificatie WK 2018 Groep B № «onderlinge duels» 20:30 uur |         | 68' Kevin Lafrance 88' Duckens Nazon |       | National Stadium, Kingston Toeschouwers: 3.500 Scheidsrechter: Adrian Skeete (BAR) |

|                                                                              |                                      |              |                                                                            |                                                             |
| 11 oktober Kwalificatie Gold Cup 2017 Groep B № «onderlinge duels» 20:00 uur | Guyana                               | 2 – 4 (n.v.) | Jamaica                                                                    | Leonorastadion, Leonora Scheidsrechter: Kerry Skepple (ANT) |
| 11 oktober Kwalificatie Gold Cup 2017 Groep B № «onderlinge duels» 20:00 uur | Adrian Butters 7' Adrian Butters 30' |              | 63' Je-Vaughn Watson 88' Dicoy Williams 116' Shaun Francis 120' Cory Burke | Leonorastadion, Leonora Scheidsrechter: Kerry Skepple (ANT) |

|                                                                               |                |       |          |                                                                                  |
| 13 november Kwalificatie Gold Cup 2017 Groep B № «onderlinge duels» 20:00 uur | Jamaica        | 1 – 0 | Suriname | Anthony Spaulding Sports Complex, Kingston Scheidsrechter: Wilson Da Costa (BAS) |
| 13 november Kwalificatie Gold Cup 2017 Groep B № «onderlinge duels» 20:00 uur | Cory Burke 16' |       |          | Anthony Spaulding Sports Complex, Kingston Scheidsrechter: Wilson Da Costa (BAS) |

### 2017
|                                                             |                   |       |         |                                                                                     |
| 3 februari Vriendschappelijk № «onderlinge duels» 18:00 uur | Verenigde Staten  | 1 – 0 | Jamaica | Finley Stadium, Chattanooga Toeschouwers: 17.903 Scheidsrechter: Jafeth Perea (PAN) |
| 3 februari Vriendschappelijk № «onderlinge duels» 18:00 uur | Jordan Morris 59' |       |         | Finley Stadium, Chattanooga Toeschouwers: 17.903 Scheidsrechter: Jafeth Perea (PAN) |

|                                                    |          |                 |         |                                                                                      |
| 16 februari Vriendschappelijk № «onderlinge duels» | Honduras | 0 – 1           | Jamaica | BBVA Compass Stadium, Houston Toeschouwers: 5.000 Scheidsrechter: Jair Marrufo (USA) |
| 16 februari Vriendschappelijk № «onderlinge duels» |          | 72' Damion Lowe |         | BBVA Compass Stadium, Houston Toeschouwers: 5.000 Scheidsrechter: Jair Marrufo (USA) |

|                                                          |                                                       |       |                             | |
| 13 juni Vriendschappelijk № «onderlinge duels» 19:30 uur | Peru                                                  | 3 – 1 | Jamaica                     | Estadio Monumental Virgen de Chapi, Arequipa Toeschouwers: 40.000 Scheidsrechter: Gustavo Murillo (COL) |
| 13 juni Vriendschappelijk № «onderlinge duels» 19:30 uur | Édison Flores 21' Renato Tapia 43' Paolo Guerrero 58' |       | 86' (pen.) Jermaine Johnson | Estadio Monumental Virgen de Chapi, Arequipa Toeschouwers: 40.000 Scheidsrechter: Gustavo Murillo (COL) |

|                                                                        |                                                                    |       |                                                            |                                                                                                  |
| 22 juni Caribbean Cup 2017 Halve finale № «onderlinge duels» 18:00 uur | Jamaica                                                            | 1 – 1 | Frans-Guyana                                               | Stade Pierre-Aliker, Fort-de-France Toeschouwers: onbekend Scheidsrechter: Wilson Da Costa (BAS) |
| 22 juni Caribbean Cup 2017 Halve finale № «onderlinge duels» 18:00 uur | Jermaine Johnson 70'                                               |       | 21' Loïc Baal                                              | Stade Pierre-Aliker, Fort-de-France Toeschouwers: onbekend Scheidsrechter: Wilson Da Costa (BAS) |
| 22 juni Caribbean Cup 2017 Halve finale № «onderlinge duels» 18:00 uur | Strafschoppen                                                      |       |                                                            | Stade Pierre-Aliker, Fort-de-France Toeschouwers: onbekend Scheidsrechter: Wilson Da Costa (BAS) |
| 22 juni Caribbean Cup 2017 Halve finale № «onderlinge duels» 18:00 uur | Michael Binns Omar Gordon Shamar Nicholson Oniel Fisher Cory Burke | 4 – 2 | Rudy Evens Thomas Issorat Jean-David Legrand Cédric Fabien | Stade Pierre-Aliker, Fort-de-France Toeschouwers: onbekend Scheidsrechter: Wilson Da Costa (BAS) |

|                                                                  |                      |       |                               | |
| 25 juni Caribbean Cup 2017 Finale № «onderlinge duels» 19:30 uur | Jamaica              | 1 – 2 | Curaçao                       | Stade Pierre-Aliker, Fort-de-France Toeschouwers: onbekend Scheidsrechter: Michele Rodríguez (CUB) |
| 25 juni Caribbean Cup 2017 Finale № «onderlinge duels» 19:30 uur | Rosario Harriott 82' |       | 10' Elson Hooi 83' Elson Hooi | Stade Pierre-Aliker, Fort-de-France Toeschouwers: onbekend Scheidsrechter: Michele Rodríguez (CUB) |

| CONCACAF Gold Cup 2017 |
| ---------------------- |

|                                                                      |         |                                          |         |                                                                                           |
| 9 juli CONCACAF Gold Cup 2017 Groep C № «onderlinge duels» 16:00 uur | Curaçao | 0 – 2                                    | Jamaica | Qualcomm Stadium, San Diego Toeschouwers: 53.133 Scheidsrechter: Armando Villarreal (USA) |
| 9 juli CONCACAF Gold Cup 2017 Groep C № «onderlinge duels» 16:00 uur |         | 58' Romario Williams 73' Darren Mattocks |         | Qualcomm Stadium, San Diego Toeschouwers: 53.133 Scheidsrechter: Armando Villarreal (USA) |

|                                                                  |        |       |         | |
| 13 juli CONCACAF Gold Cup Groep C № «onderlinge duels» 20:00 uur | Mexico | 0 – 0 | Jamaica | Sports Authority Field at Mile High, Denver Toeschouwers: 49.121 Scheidsrechter: Ricardo Montero (CRC) |
| 13 juli CONCACAF Gold Cup Groep C № «onderlinge duels» 20:00 uur |        |       |         | Sports Authority Field at Mile High, Denver Toeschouwers: 49.121 Scheidsrechter: Ricardo Montero (CRC) |

|                                                                  |                            |       |                    |                                                                                |
| 16 juli CONCACAF Gold Cup Groep C № «onderlinge duels» 17:00 uur | Jamaica                    | 1 – 1 | El Salvador        | Alamodome, San Antonio Toeschouwers: 44.232 Scheidsrechter: Jair Marrufo (USA) |
| 16 juli CONCACAF Gold Cup Groep C № «onderlinge duels» 17:00 uur | Darren Mattocks 64' (pen.) |       | 15' Nelson Bonilla | Alamodome, San Antonio Toeschouwers: 44.232 Scheidsrechter: Jair Marrufo (USA) |

|                                                                      |                                       |       |                    | |
| 20 juli CONCACAF Gold Cup Kwartfinale № «onderlinge duels» 19:30 uur | Jamaica                               | 2 – 1 | Canada             | University of Phoenix Stadium, Glendale Toeschouwers: 37.404 Scheidsrechter: Ricardo Montero (CRC) |
| 20 juli CONCACAF Gold Cup Kwartfinale № «onderlinge duels» 19:30 uur | Shaun Francis 6' Romario Williams 50' |       | 61' Junior Hoilett | University of Phoenix Stadium, Glendale Toeschouwers: 37.404 Scheidsrechter: Ricardo Montero (CRC) |

|                                                                       |        |                    |         |                                                                           |
| 23 juli CONCACAF Gold Cup Halve finale № «onderlinge duels» 21:00 uur | Mexico | 0 – 1              | Jamaica | Rose Bowl, Pasadena Toeschouwers: 42.393 Scheidsrechter: John Pitti (PAN) |
| 23 juli CONCACAF Gold Cup Halve finale № «onderlinge duels» 21:00 uur |        | 88' Kemar Lawrence |         | Rose Bowl, Pasadena Toeschouwers: 42.393 Scheidsrechter: John Pitti (PAN) |

|                                                                 |                                     |       |                      |                                                                                     |
| 26 juli CONCACAF Gold Cup Finale № «onderlinge duels» 18:30 uur | Verenigde Staten                    | 2 – 1 | Jamaica              | Levi's Stadium, Santa Clara Toeschouwers: 63.032 Scheidsrechter: Walter López (GUA) |
| 26 juli CONCACAF Gold Cup Finale № «onderlinge duels» 18:30 uur | Jozy Altidore 45' Jordan Morris 88' |       | 50' Je-Vaughn Watson | Levi's Stadium, Santa Clara Toeschouwers: 63.032 Scheidsrechter: Walter López (GUA) |

|  |  |  |  |  |  |  |  |  |

|                                                              |                     |       |                                    |                                                                                                  |
| 24 augustus Vriendschappelijk № «onderlinge duels» 19:00 uur | Trinidad en Tobago  | 1 – 2 | Jamaica                            | Hasely Crawford Stadium, Port of Spain Toeschouwers: 4.000 Scheidsrechter: Sherwin Johnson (GUY) |
| 24 augustus Vriendschappelijk № «onderlinge duels» 19:00 uur | Kevon Villaroel 11' |       | 6' Jamiel Hardware 57' Fabian Reid | Hasely Crawford Stadium, Port of Spain Toeschouwers: 4.000 Scheidsrechter: Sherwin Johnson (GUY) |

|                                                              |                                               |       |         |                                                                               |
| 2 september Vriendschappelijk № «onderlinge duels» 19:00 uur | Canada                                        | 2 – 0 | Jamaica | BMO Field, Toronto Toeschouwers: 21.724 Scheidsrechter: Ricardo Montero (CRC) |
| 2 september Vriendschappelijk № «onderlinge duels» 19:00 uur | Anthony Jackson-Hamel 16' Jonathan Osorio 30' |       |         | BMO Field, Toronto Toeschouwers: 21.724 Scheidsrechter: Ricardo Montero (CRC) |

|                                                            | |       |                                           |                                                                                                 |
| 7 oktober Vriendschappelijk № «onderlinge duels» 20:15 uur | Saoedi-Arabië | 5 – 2 | Jamaica                                   | Koning Abdoellah Sportstad, Jeddah Toeschouwers: 8.226 Scheidsrechter: Sultan Al-Marzouqi (UAE) |
| 7 oktober Vriendschappelijk № «onderlinge duels» 20:15 uur | Salem Al-Dawsari 23' Hazza Al-Hazzaa 38' Salman Al-Faraj 45' (pen.) Mohammed Al-Burayk 48' Abdullah Al-Jouei 90' |       | 35' Jamiel Hardware 68' Marvin Morgan Jr. | Koning Abdoellah Sportstad, Jeddah Toeschouwers: 8.226 Scheidsrechter: Sultan Al-Marzouqi (UAE) |

### 2018
|                                                             |                                     |       |                                   |                                                                                 |
| 30 januari Vriendschappelijk № «onderlinge duels» 20:00 uur | Zuid-Korea                          | 2 – 2 | Jamaica                           | Mardan Spor Kompleksi, Aksu Toeschouwers: 80 Scheidsrechter: Alper Ulusoy (TUR) |
| 30 januari Vriendschappelijk № «onderlinge duels» 20:00 uur | Kim Shin-wook 55' Kim Shin-wook 63' |       | 4' Dane Kelly 71' Maalique Foster | Mardan Spor Kompleksi, Aksu Toeschouwers: 80 Scheidsrechter: Alper Ulusoy (TUR) |

|                                                           |                         |       |                    |                                                                               |
| 25 maart Vriendschappelijk № «onderlinge duels» 20:00 uur | Jamaica                 | 1 – 1 | Antigua en Barbuda | Sabina Park, Kingston Toeschouwers: onbekend Scheidsrechter: John Pitty (PAN) |
| 25 maart Vriendschappelijk № «onderlinge duels» 20:00 uur | Akeem Thomas 50' (e.d.) |       | 90' Peter Byers    | Sabina Park, Kingston Toeschouwers: onbekend Scheidsrechter: John Pitty (PAN) |

|                                                           |                                |       |                                                                   |                                                                                 |
| 26 april Vriendschappelijk № «onderlinge duels» 21:00 uur | Saint Vincent en de Grenadines | 1 – 3 | Jamaica                                                           | Warner Park, Basseterre Toeschouwers: onbekend Scheidsrechter: Reon Radix (GRN) |
| 26 april Vriendschappelijk № «onderlinge duels» 21:00 uur | Tiran Hanley 55'               |       | 22' (e.d.) Devaughn Elliott 25' Fabian McCarthy 32' Chevone Marsh | Warner Park, Basseterre Toeschouwers: onbekend Scheidsrechter: Reon Radix (GRN) |

|                                                           |                    |                                       |         | |
| 29 april Vriendschappelijk № «onderlinge duels» 19:00 uur | Antigua en Barbuda | 0 – 2                                 | Jamaica | Sir Vivian Richards Stadium, Saint John's Toeschouwers: onbekend Scheidsrechter: Moet Gaymes (VIN) |
| 29 april Vriendschappelijk № «onderlinge duels» 19:00 uur |                    | 43' Peter-Lee Vassell 56' Fabian Reid |         | Sir Vivian Richards Stadium, Saint John's Toeschouwers: onbekend Scheidsrechter: Moet Gaymes (VIN) |

|                                                              |                                       |       |         |                                                          |
| 7 september Vriendschappelijk № «onderlinge duels» 20:00 uur | Ecuador                               | 2 – 0 | Jamaica | Red Bull Arena, Harrison Scheidsrechter: Ted Unkel (USA) |
| 7 september Vriendschappelijk № «onderlinge duels» 20:00 uur | Enner Valencia 17', Renato Ibarra 49' |       |         | Red Bull Arena, Harrison Scheidsrechter: Ted Unkel (USA) |

|                                                         |                                             |       |                 |                                                                |
| 9 september Kwalificatie № «onderlinge duels» 18:00 uur | Jamaica                                     | 4 – 0 | Kaaimaneilanden | Independence Park, Kingston Scheidsrechter: Bráyan Lopez (GUA) |
| 9 september Kwalificatie № «onderlinge duels» 18:00 uur | Darren Mattocks 2', 58' Cory Burke 35', 66' |       |                 | Independence Park, Kingston Scheidsrechter: Bráyan Lopez (GUA) |

|                                                        |         |                                                                                               |         |                                                                     |
| 14 oktober Kwalificatie № «onderlinge duels» 16:00 uur | Bonaire | 0 – 6                                                                                         | Jamaica | Ergilio Hatostadion, Willemstad Scheidsrechter: Sherwin Moore (GUY) |
| 14 oktober Kwalificatie № «onderlinge duels» 16:00 uur |         | Cory Burke 14' Ricardo Morris 43', 51' Owayne Gordon 48' Peter-Lee Vasseli 58' Dane Kelly 81' |         | Ergilio Hatostadion, Willemstad Scheidsrechter: Sherwin Moore (GUY) |

|                                                         |                                   |       |                 |                                                                               |
| 17 november Kwalificatie № «onderlinge duels» 20:00 uur | Jamaica                           | 2 – 1 | Suriname        | Montego Bay Sports Complex, Montego Bay Scheidsrechter: Tristley Bassue (SKN) |
| 17 november Kwalificatie № «onderlinge duels» 20:00 uur | Cory Burke 7' Darren Mattocks 16' |       | Donnegy Fer 36' | Montego Bay Sports Complex, Montego Bay Scheidsrechter: Tristley Bassue (SKN) |

### 2019
|                                                      |                                    |       |         |                                                                             |
| 23 maart Kwalificatie № «onderlinge duels» 20:00 uur | El Salvador                        | 2 – 0 | Jamaica | Estadio Cuscatlán, San Salvador Scheidsrechter: Juan Gabriel Calderón (CRC) |
| 23 maart Kwalificatie № «onderlinge duels» 20:00 uur | Nelson Bonilla 49' Daimon Lowe 85' |       |         | Estadio Cuscatlán, San Salvador Scheidsrechter: Juan Gabriel Calderón (CRC) |

|                                                           |                    |       |         |                                                                                     |
| 27 maart Vriendschappelijk № «onderlinge duels» 20:00 uur | Costa Rica         | 1 – 0 | Jamaica | Estadio Nacional, San José Toeschouwers: 10.000 Scheidsrechter: Oscar Vergara (PAN) |
| 27 maart Vriendschappelijk № «onderlinge duels» 20:00 uur | Keysher Fuller 28' |       |         | Estadio Nacional, San José Toeschouwers: 10.000 Scheidsrechter: Oscar Vergara (PAN) |

|                                                         |                  |                      |         |                                                                                     |
| 6 juni Vriendschappelijk № «onderlinge duels» 19:00 uur | Verenigde Staten | 0 – 1                | Jamaica | Audi Field, Washington D.C. Toeschouwers: 17,119 Scheidsrechter: Kimbett Ward (SKN) |
| 6 juni Vriendschappelijk № «onderlinge duels» 19:00 uur |                  | Shamar Nicholson 60' |         | Audi Field, Washington D.C. Toeschouwers: 17,119 Scheidsrechter: Kimbett Ward (SKN) |

| CONCACAF Gold Cup 2019 |
| ---------------------- |

|                                                               |                                       |       |                                           |                                                                                     |
| 17 juni Gold Cup 2019 Gruppe C № «onderlinge duels» 20:30 uur | Jamaica                               | 3 – 2 | Honduras                                  | Independence Park, Kingston Toeschouwers: 17.874 Scheidsrechter: Jair Marrufo (USA) |
| 17 juni Gold Cup 2019 Gruppe C № «onderlinge duels» 20:30 uur | Dever Orgill 15', 41' Damion Lowe 56' |       | Anthony Lozano 54' Rubilio Castillo 90+2' | Independence Park, Kingston Toeschouwers: 17.874 Scheidsrechter: Jair Marrufo (USA) |

|                                                               |             |       |         |                                                                                     |
| 21 juni Gold Cup 2019 Gruppe C № «onderlinge duels» 18:00 uur | El Salvador | 0 – 0 | Jamaica | BBVA Compass Stadium, Houston Toeschouwers: 22.935 Scheidsrechter: John Pitti (PAN) |
| 21 juni Gold Cup 2019 Gruppe C № «onderlinge duels» 18:00 uur |             |       |         | BBVA Compass Stadium, Houston Toeschouwers: 22.935 Scheidsrechter: John Pitti (PAN) |

|                                                               |                      |       |                    |                                                                                                |
| 25 juni Gold Cup 2019 Gruppe C № «onderlinge duels» 17:00 uur | Jamaica              | 1 – 1 | Curaçao            | Banc of California Stadium, Los Angeles Toeschouwers: 22.503 Scheidsrechter: Marco Ortíz (MEX) |
| 25 juni Gold Cup 2019 Gruppe C № «onderlinge duels» 17:00 uur | Shamar Nicholson 14' |       | Juriën Gaari 90+3' | Banc of California Stadium, Los Angeles Toeschouwers: 22.503 Scheidsrechter: Marco Ortíz (MEX) |

|                                                                  |                    |       |        | |
| 30 juni Gold Cup 2019 Kwartfinale № «onderlinge duels» 20:30 uur | Jamaica            | 1 – 0 | Panama | Lincoln Financial Field, Philadelphia Toeschouwers: 26.233 Scheidsrechter: Mario Escobar Toca (GUA) |
| 30 juni Gold Cup 2019 Kwartfinale № «onderlinge duels» 20:30 uur | Darren Mattock 75' |       |        | Lincoln Financial Field, Philadelphia Toeschouwers: 26.233 Scheidsrechter: Mario Escobar Toca (GUA) |

|                                                        | |       |                    |                                                                              |
| 6 september CNL 2019/20 № «onderlinge duels» 20:00 uur | Jamaica                                                                                                 | 6 – 0 | Antigua en Barbuda | Montego Bay Sports Complex, Montego Bay Scheidsrechter: Oliver Vergara (PAN) |
| 6 september CNL 2019/20 № «onderlinge duels» 20:00 uur | Shamar Nicholson 9', 51' Bobby Decordova-Reid 31' Brian Brown 67' Leon Bailey 77' Peter-Lee Vassell 81' |       |                    | Montego Bay Sports Complex, Montego Bay Scheidsrechter: Oliver Vergara (PAN) |

|                                                        |        |                                             |         |                                                                                    |
| 9 september CNL 2019/20 № «onderlinge duels» 19:00 uur | Guyana | 0 – 4                                       | Jamaica | Synthetic Track and Field Facility, Leonora Scheidsrechter: William Anderson (PUR) |
| 9 september CNL 2019/20 № «onderlinge duels» 19:00 uur |        | Alvas Powell 14', 26' Dever Orgill 44', 54' |         | Synthetic Track and Field Facility, Leonora Scheidsrechter: William Anderson (PUR) |

|                                                       |                                         |       |       |                                                               |
| 12 oktober CNL 2019/20 № «onderlinge duels» 18:00 uur | Jamaica                                 | 2 – 0 | Aruba | Independence Park, Kingston Scheidsrechter: Jorge Pérez (MEX) |
| 12 oktober CNL 2019/20 № «onderlinge duels» 18:00 uur | Devon Williams 13' Shamar Nicholson 89' |       |       | Independence Park, Kingston Scheidsrechter: Jorge Pérez (MEX) |

|                                                       |       | |         |                                                                       |
| 15 oktober CNL 2019/20 № «onderlinge duels» 19:00 uur | Aruba | 0 – 6                                                                                                | Jamaica | Ergilio Hatostadion, Willemstad Scheidsrechter: Ricardo Montero (CRC) |
| 15 oktober CNL 2019/20 № «onderlinge duels» 19:00 uur |       | Chavany Wills 7' Maalique Foster 17', 53' Lamar Walker 19' Shamar Nicholson 34' Junior Flemmings 47' |         | Ergilio Hatostadion, Willemstad Scheidsrechter: Ricardo Montero (CRC) |

|                                                        |                    |                                       |         |                                                                                  |
| 15 november CNL 2019/20 № «onderlinge duels» 19.00 uur | Antigua en Barbuda | 0 – 2                                 | Jamaica | Sir Vivian Richards Stadium, North Sound Scheidsrechter: Randy Encarnación (DOM) |
| 15 november CNL 2019/20 № «onderlinge duels» 19.00 uur |                    | Chavany Willis 34' Ricardo Morris 58' |         | Sir Vivian Richards Stadium, North Sound Scheidsrechter: Randy Encarnación (DOM) |

|                                                        |                |       |                    |                                                                              |
| 18 november CNL 2019/20 № «onderlinge duels» 20:00 uur | Jamaica        | 1 – 1 | Guyana             | Montego Bay Sports Complex, Montego Bay Scheidsrechter: Keylor Herrera (CRC) |
| 18 november CNL 2019/20 № «onderlinge duels» 20:00 uur | Javon East 50' |       | Emery Welshman 45' | Montego Bay Sports Complex, Montego Bay Scheidsrechter: Keylor Herrera (CRC) |

JFF · A-internationals · Bondscoaches · Selecties · Statistieken · Jamaicaans vrouwenelftal · Olympisch elftal · Jamaica U21 · Jamaica U19 · Jamaica U17
1920 – 1959 · 
1960 – 1969 · 
1970 – 1979 · 
1980 – 1989 · 
1990 – 1999 · 
2000 – 2009 · 
2010 – 2019 · 
2020 – 2029
Gold Cup 1991 · 
Gold Cup 1993 · 
Gold Cup 1998 · 
Gold Cup 2000 · 
Gold Cup 2003 · 
Gold Cup 2005 · 
Gold Cup 2009 · 
Gold Cup 2011 · 
Gold Cup 2015
Copa América 2015
WK 1998
1925 · 
1926 · 
1927–1929 · 
1930 · 
1931 · 
1932 · 
1933–1934 · 
1935 · 
1936 · 
1937 · 
1938 · 
1939–1946 · 
1947 · 
1948 · 
1949 · 
1950 · 
1951 · 
1952 · 
1953 · 
1954–1956 · 
1957 · 
1958 · 
1959 · 
1960 · 
1961 · 
1962 · 
1963 · 
1964 · 
1965 · 
1966 · 
1967 · 
1968 · 
1969 · 
1970 · 
1971 · 
1972 · 
1973 · 
1974 · 
1975 · 
1976 · 
1977 · 
1978 · 
1979 · 
1980 · 
1981 · 
1982 · 
1983 · 
1984 · 
1985 · 
1986 · 
1987 · 
1988 · 
1989 · 
1990 · 
1991 · 
1992 · 
1993 · 
1994 · 
1995 · 
1996 · 
1997 · 
1998 · 
1999 · 
2000 · 
2001 · 
2002 · 
2003 · 
2004 · 
2005 · 
2006 · 
2007 · 
2008 · 
2009 · 
2010 · 
2011 · 
2012 · 
2013 · 
2014 · 
2015 · 
2016 ·
2017 ·
2018 ·
2019 ·
2020 ·
2021 ·
2022 ·
2023 ·
2024
Amerikaanse Maagdeneilanden ·
Antigua en Barbuda ·
Argentinië ·
Aruba ·
Australië ·
Bahama's ·
Barbados ·
Bermuda ·
Bolivia ·
Brazilië ·
Britse Maagdeneilanden ·
Bulgarije ·
Canada ·
Chili ·
China ·
Colombia ·
Costa Rica ·
Cuba ·
Curaçao ·
Dominica ·
Dominicaanse Republiek ·
Ecuador ·
Egypte ·
El Salvador ·
Engeland ·
Frankrijk ·
Ghana ·
Grenada ·
Guatemala ·
Guyana ·
Haïti ·
Honduras ·
Ierland ·
India ·
Indonesië ·
Iran ·
Japan ·
Jordanië ·
Kaaimaneilanden ·
Kameroen ·
Kroatië ·
Maleisië ·
Marokko ·
Mexico ·
Nederlandse Antillen ·
Nicaragua ·
Nieuw-Zeeland ·
Nigeria ·
Noord-Macedonië ·
Noorwegen ·
Panama ·
Paraguay ·
Peru ·
Puerto Rico ·
Qatar ·
Saint Kitts en Nevis ·
Saint Lucia ·
Saint Vincent en de Grenadines ·
Saoedi-Arabië ·
Servië ·
Suriname ·
Trinidad en Tobago ·
Uruguay ·
Venezuela ·
Verenigde Staten ·
Vietnam ·
Wales ·
Zambia ·
Zuid-Afrika ·
Zuid-Korea ·
Zweden ·
Zwitserland
AFC-zone: Afghanistan · Australië · Bahrein · Bangladesh · Bhutan · Brunei · Cambodja · China · Chinees Taipei · Filipijnen · Guam · Hongkong · India · Indonesië · Iran · Irak · Japan · Jemen · Jordanië · Koeweit · Kirgizië · Laos · Libanon · Macau · Maleisië · Maldiven · Mongolië · Myanmar · Nepal · Noord-Korea · Oezbekistan · Oman · Oost-Timor · Pakistan · Palestina · Qatar · Saoedi-Arabië · Singapore · Sri Lanka · Syrië · Tadjikistan · Thailand · Turkmenistan · Verenigde Arabische Emiraten · Vietnam · Zuid-Korea

CAF-zone: Algerije · Angola · Benin · Botswana · Burkina Faso · Burundi · Centraal-Afrikaanse Republiek · Comoren · Congo-Brazzaville · Congo-Kinshasa · Djibouti · Egypte · Equatoriaal-Guinea · Eritrea · Ethiopië · Gabon · Gambia · Ghana · Guinee · Guinee-Bissau · Ivoorkust · Kaapverdië · Kameroen · Kenia · Lesotho · Liberia · Libië · Madagaskar · Malawi · Mali · Mauritanië · Mauritius · Marokko · Mozambique · Namibië · Niger · Nigeria · Oeganda · Rwanda · Sao Tomé en Principe · Senegal · Seychellen · Sierra Leone · Soedan · Somalië · Swaziland · Tanzania · Togo · Tsjaad · Tunesië · Zambia · Zimbabwe · Zuid-Afrika · Zuid-Soedan 

CONCACAF-zone: Amerikaanse Maagdeneilanden · Anguilla · Antigua en Barbuda · Aruba · Bahama's · Barbados · Belize · Bermuda · Britse Maagdeneilanden · Canada · Kaaimaneilanden · Costa Rica · Cuba · Curaçao · Dominica · Dominicaanse Republiek · El Salvador · Frans Guyana · Grenada · Guadeloupe · Guatemala · Guyana · Haïti · Honduras · Jamaica · Martinique · Mexico · Montserrat · 
Nicaragua · Panama · Puerto Rico · Saint Kitts en Nevis · Saint Lucia · Saint Vincent en de Grenadines · Sint Maarten · Suriname · Trinidad en Tobago · Turks- en Caicoseilanden · Verenigde Staten

CONMEBOL-zone: Argentinië · Bolivia · Brazilië · Chili · Colombia · Ecuador · Paraguay · Peru · Uruguay · Venezuela

OFC-zone: Amerikaans-Samoa · Cookeilanden · Fiji · Nieuw-Caledonië · Nieuw-Zeeland · Papoea-Nieuw-Guinea · Samoa · Salomoneilanden · Tahiti · Tonga · Vanuatu

UEFA-zone: Albanië · Andorra · Armenië · Azerbeidzjan · België · Bosnië en Herzegovina · Bulgarije · Cyprus · Denemarken · Duitsland · Engeland · Estland · Faeröer · Finland · Frankrijk · Georgië · Gibraltar · Griekenland · Hongarije · IJsland · Ierland · Israël · Italië · Kazachstan · Kosovo · Kroatië · Letland · Liechtenstein · Litouwen · Luxemburg · Macedonië · Malta · Moldavië · Montenegro · Nederland · Noord-Ierland · Noorwegen · Oekraïne · Oostenrijk · Polen · Portugal · Roemenië · Rusland · San Marino · Schotland · Servië · Slovenië · Slowakije · Spanje · Tsjechië · Turkije · Wales · Wit-Rusland · Zweden · Zwitserland